# Щетины (Пермский край)
Щетины — деревня в составе Верещагинского городского округа в Пермском крае.

## Географическое положение
Деревня расположена в восточной части округа на расстоянии примерно 15 километров на восток по прямой от города Верещагино.

## Климат
Климат умеренно континентальный. Зима обычно снежная, продолжительная; лето короткое, умеренно тёплое. Средняя годовая температура воздуха около +1,3 °C. При этом средняя температура июля, как самого тёплого месяца в году +17,6 °C, а января, как наиболее холодного, −15,7 °C. Безморозный период длится 100—130 дней. Период с температурой воздуха выше 10 °C составляет 115 дней.

## История
Деревня до 2020 года входила в состав Бородульского сельского поселения Верещагинского района. После упразднения обоих муниципальных образований входит в состав Верещагинского городского округа.

## Население
Постоянное население составляло 3 человека в 2002 году (100 % русские), 3 человека в 2010 году.